# Hinje, Žužemberk
Hinje este o localitate din comuna Žužemberk, Slovenia, cu o populație de 67 de locuitori.